# Komeley Jiyanewey Kurd
Komeley Jiyanewey Kurd (auf Deutsch: kurdische Gemeinschaftsliga oder Konzil für die kurdische Wiedergeburt, Abkürzung KOMELA) war eine frühere politische Partei im Iran, welche im Nordwesten des Landes aktiv war. 
Gegründet wurde die Partei 1942 in Mahabad unter der Führung von Qazi Mohammed. 1946 änderte die Partei ihren Namen in Demokratische Partei Kurdistan-Iran um.